# エレトリア
エレトリア（ギリシア語: Ερέτρια）は、ギリシャ共和国中央ギリシャ地方エヴィア県に属する都市であり、その周辺地域を含む基礎自治体（ディモス）。
古代ギリシャのエレトリアは、エウボイア島（エヴィア島）に位置していた都市国家のひとつである。エヴィア島の西海岸、ハルキスの南、エヴィア湾を渡ってアッティカに面した場所に位置していた。
紀元前6世紀から紀元前5世紀にかけ、エレトリアはギリシャにおいて重要なポリスであったが、古代においてはすでに重要性を失っていた。
発掘はギリシア考古学機関とスイス考古学学校によって1890年代に開始され、1964年に完了した。

## 人口変動の歴史
| 年   | 人口  | 変動         | 行政単位の人口 |
| ---- | ----- | ------------ | -------------- |
| 1981 | 3,711 | -            | -              |
| 1991 | 3,022 | -689/-18.57% | 4,987          |

## 文芸作品
- ESAG, Eretria. A guide to the ancient city, Infolio éditions, Gollion, 2004. ISBN 2-88474-112-7
- ESAG, ERETRIA Series, Excavations and researches

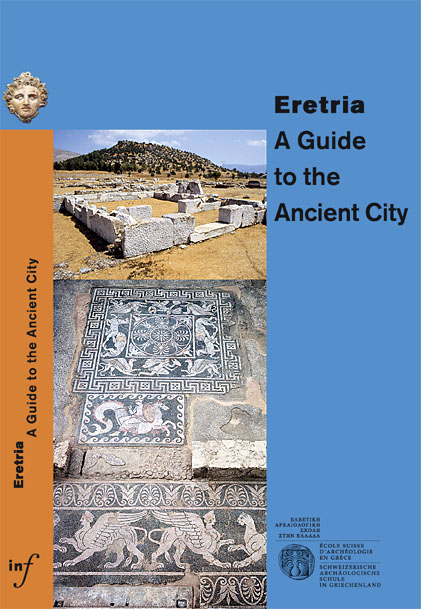
Eretria. A guide to the ancient city
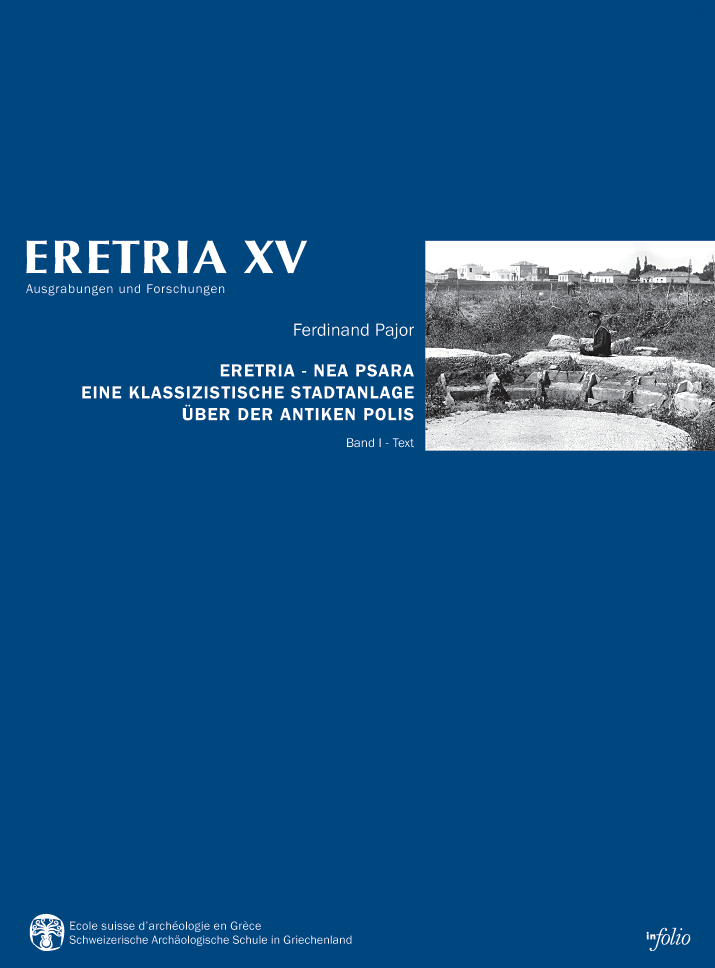
Eretria XV